# Ignacio Fernández de la Somera
Ignacio Fernández de la Somera y Guzmán (Málaga, 18 de junio de 1868-Gijón, 25 de septiembre de 1954) fue un ingeniero de caminos, empresario y político español.

## Biografía
Era hijo del propietario gaditano Silvestre Fernández de la Somera y de Luisa Guzmán y Galtier, natural de San Fernando. Nacido en Málaga, estudió en la Universidad Central de Madrid, graduándose como ingeniero de caminos en el año 1892.
Tras regresar a su ciudad natal, formó parte de la Jefatura de Obras Públicas de Málaga y participó, entre otros, en el proyecto y obras del puerto de la ciudad de Melilla entre 1903 y 1904.
En su faceta periodística, fue redactor de El Noticiero Malagueño. Por un artículo que escribió en 1902 en este periódico contra los juegos de azar, fue procesado y preso. Este hecho motivó una manifestación de simpatía y fueron a visitarle a la cárcel numerosas personas de gran notoriedad, incluyendo el obispo de la diócesis, Juan Muñoz y Herrera.
En política militaba en el Partido Integrista y fue presidente de su Junta Regional de Andalucía. Destacó por su oposición a las escuelas laicas y su enemistad hacia el liberalismo y el socialismo, de la que dejó constancia en sus mítines.

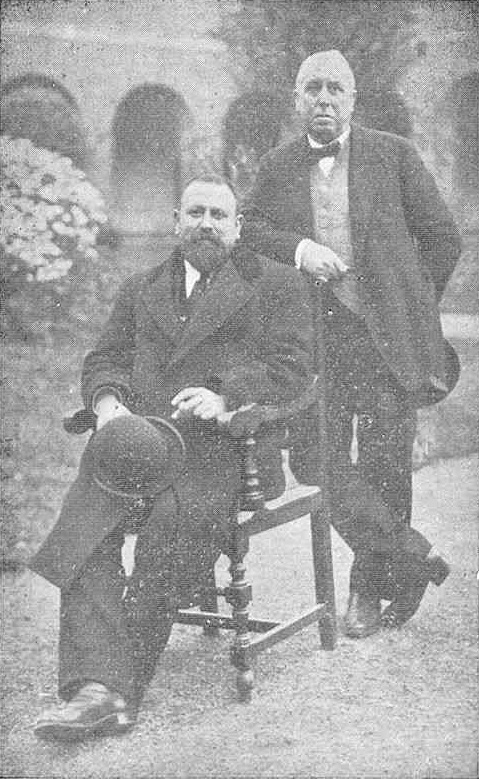
Ignacio Fernández de la Somera (de pie) junto con Manuel Senante, director del diario integrista El Siglo Futuro (1923).

En la década de 1910 fue nombrado director gerente de la Compañía del Ferrocarril de Langreo, y fijó su residencia en Gijón. Allí participaría activamente en la creación de la sociedad «Minas de Langreo y Siero, S. A.» bajo la iniciativa de los Pidal y Loring, suscribiendo Fernández de la Somera 500 acciones. También formó parte del Consejo de Administración de la Fábrica de Mieres.
En Asturias formó también parte de la Junta Regional integrista, hasta que, durante la Segunda República, ingresó, junto con el resto de miembros de su partido, en la Comunión Tradicionalista. Fue consejero de la Editorial Tradicionalista y miembro del comité local tradicionalista de Gijón.
Colaboró en el quincenal gijonés Tradición Astur (1934-1936), en el que llegó a apuntar la posibilidad de una futura fusión del tradicionalismo y la Falange Española liderada por José Antonio Primo de Rivera. Comentando un mitin que este último pronunció en Gijón en febrero de 1936, escribió:

«Todos le escucharon con veneración; pero nosotros, los tradicionalistas, que hemos consumido nuestra existencia repudiando el liberalismo, la democracia y el parlamentarismo como enemigos de la patria española en medio de un silencio sepulcral de las masas católicas que nos tachaban de ilusos, de fanáticos, de inadaptados a la realidad, sentimos verdadero alborozo al escuchar estas mismas condenaciones que sellan con su sangre los valientes y abnegados jóvenes de Falange Española (...). Siempre preferimos llamarnos Comunión Política y no partido; y ¡quién puede dudar que si fascistas y monárquicos buscan con anhelo la restauración de las glorias de la monarquía tradicional, hemos de vernos confundidos algún día en una sola Comunión de fe y de ideales patrióticos».

La guerra civil le sorprendió en Madrid, donde pasó muchas calamidades en compañía de su esposa, Dolores Palau, mujer activa en las acciones de carácter católico y benéfico en Gijón. El matrimonio no tuvo hijos.
Fallecido en Gijón en septiembre de 1954, fue enterrado en el Cementerio Municipal de Ceares.
Su hermano Silvestre Fernández de la Somera, prestigioso ingeniero de caminos como él, fue diputado a Cortes entre 1907 y 1910.